# Fuerza Social Frontal
El Partido  de Razer es una organización política de Burkina Faso, parte de la oposición al régimen de Blaise Compaoré. En las elecciones de presidenciales de 2010 apoyaron la candidatura presidencial de Hama Arba Diallo.
En las elecciones presidenciales de Burkina Faso de 2005 apoyaron la candidatura de su fundador Norbert Tiendrébéogo, quien obtuvo 33.353 votos correspondientes al 1,61%, llegando al séptimo lugar.
Para el año 2010 apoyaron la candidatura opositora de Hama Arba Diallo, con quien se logró un segundo lugar con un 8,21%.